# Marguerite Reut
Marguerite Reut (* 15. Juni 1924 in Villars-lès-Blamont, Frankreich; † 18. Oktober 2018 in Bern) war eine schweizerische Ethnologin, Autorin, Botschaftsangestellte und Dolmetscherin.

## Leben und Wirken
Im Lomont, ein Gebiet des Département Doubs nahe der Schweizer Grenze, wo ihre Eltern eine Käserei führten, wuchs Marguerite Reut zusammen mit ihrem Bruder auf. Nach der Besetzung Frankreichs durch deutsche Truppen zogen die Eltern 1940 ins nahe Dorf Courtedoux im Schweizer Jura um, die Familie wurde dadurch aufgelockert. So kam Marguerite Reut zuerst zu Verwandten nach Fehraltorf und später nach Küsnacht am Zürichsee, von wo aus sie 1943 die Handelsschule der Töchterschule der Stadt Zürich mit Diplom abschloss.
Von 1943 bis 1946 arbeitete Marguerite Reut als Sekretärin für Französisch bei der Stiftung Pro Helvetia in Zürich. Dort wurde ihr auf Grund ihrer guten Sprachkenntnisse in Französisch-Deutsch empfohlen, sich um eine Stelle im politischen Departement in Bern zu bewerben. Nach dem Zweiten Weltkrieg brauchte das Departement dringend kompetentes Personal für die verschiedenen schweizerischen Aussenstellen, sowohl im Konsular- als auch Diplomatendienst. Im Mai 1946 begann Reuts Vorbereitung in Bern und im Juli 1946 kam sie zu ihrem ersten Einsatz im Schweizer Konsulat in Hamburg.
Im April 1947 wurde Reut in die stark zerstörte ehemalige Schweizer Gesandtschaft in Berlin versetzt, inmitten von Ruinen beim Reichstagsgebäude (dem heutigen Regierungsviertel). Die offizielle Vertretung in der Britischen Zone hiess hier jetzt Schweizerische Heimschaffungsdelegation. Ihre Aufgabe war die Heimschaffung schweizerischer Staatsangehöriger aus den ehemaligen deutschen Ostgebieten.
Reut wurde auch vom Britischen Besatzungskommando als Helferin eingesetzt beim Entladen und Aufladen der sogenannten Rosinenbomber während der Berliner Blockade 1948/49. Tag und Nacht und bei jedem Wetter flogen diese Flieger (meistens DC3) ohne Unterbruch vom Westen in die drei Besatzungszonen (US, UK, FR) und versorgten die Stadt mit allem Notwendigen für das dortige Leben, von Kohle bis Lebensmittel.
Nach ihrem Einsatz in Berlin wurde Reut im November 1951 in die Schweizer Gesandtschaft in Teheran versetzt. Hier pflegte sie mit verschiedenen Irankennern aus der Schweiz Kontakt, die entweder an der Universität Teheran Iranologie lehrten oder sich für die persische Kultur und Sprache in Persien und Afghanistan interessierten, wie beispielsweise Georges Redard (1922–2005) der sie bei der späteren Veröffentlichung ihrer Dissertation unterstützte.
Reut blieb nur ein Jahr in Teheran und kam 1952 wieder nach Bern ins Politische Departement, das damals von Bundesrat Max Petitpierre (1945–1961) geleitet wurde. Im Januar 1960 begann eine weitere Auslandstätigkeit als Sekretärin beim Botschaftsrat Georges Chavaz für soziale Angelegenheiten auf der schweizerischen Botschaft in Paris, die unter dem Botschafter Pierre Micheli und dann später unter dem Botschafter Agostino Soldati stand.
Auf der Schweizer Botschaft pflegte Reut viele Kontakte u. a. zu Bianca Braga Fritschi (Science Po), Hedwig Brüngger (erste Schweizer Diplomatin mit Chinesisch-Kenntnissen, Peking) und Urs Roland Berger (Sciences économiques, Université de Paris Assas).
Nach 1961 konnte Reut aus Studiengründen nicht mehr im EDA arbeiten, fand jedoch die Stelle als Privatsekretärin der Gattin des Botschafters, Marguerite Soldati bis 1966. Noch während der Arbeit an der Botschaft in Paris erwarb sie die Matura. Danach besuchte sie verschiedene Universitäten in Paris insbesondere besuchte sie von 1962 bis 1965 die Ecole Nationale des Langues et Civilisations Orientales (Langues’O), wo sie Persisch und Arabisch studierte. Ihr Hauptinteresse galt dabei Iran und Afghanistan. Dazu kamen von 1965 bis 1966 und von 1967 bis 1970 weitere Studien in Geschichte, Geographie und Ethnologie an der Université de la Sorbonne und an der Ecole des Hautes Etudes en Sciences Economiques et Sociales. Im Zwischenjahr 1966 bis 1967 studierte Reut an der Universität Teheran.
Dank ihrer Kenntnisse und ihrem Netzwerk mit Ethnologen und Forschungsinstituten erhielt Reut verschiedene Aufträge für Forschungen in beiden Ländern, die in detaillierten Publikationen veröffentlicht wurden. Zum Teil müssen es sehr beschwerliche Reisen gewesen sein, insbesondere in die südpersische Wüste Lut. Ein Aufenthalt in den Jahren 1968 bis 1971 hatte zum Ziel die Seidenindustrie in Afghanistan besonders in der Gegend von Herat zu erforschen. Daraus entstand auch ihre Dissertation, die im Jahr 1976 an der Université de la Sorbonne Nouvelle (Paris III, Ethnologie Iranienne) zur Promotion führte und unter dem Titel «La Soie en Afghanistan» 1983 im Dr. Ludwig Reichert Verlag in Wiesbaden veröffentlicht wurde.
Neben den Forschungsaufgaben arbeitete Reut während längerer Zeit am Institut des Etudes Iraniennes, als Bibliothekarin und zwar unter dem Professor Gilbert Lazard und dem Directeur Charles-Henri de Fouchécour. Nebenbei gab sie Vorlesungen an der Ecole des Langues’O über Geschichte und Kultur Afghanistans. Im Januar 1971 wurde Reut zum «Attachée de Recherche» am wichtigen französischen Centre national de la recherche scientifique (CNRS) ernannt und im Oktober 1977 zum «Chargée de Recherche» befördert. Zusätzlich war Reut für zwei Jahre Präsidentin des Groupe d’Etudes Helvétiques de Paris.
1978 kehrte Reut nach Bern zurück, wo sie sich für die offene Stelle im Sekretariat der Nationalen Schweizerischen UNESCO-Kommission bewarb, allerdings wurde sie 1979 offiziell wegen Überqualifizierung nicht berücksichtigt.
In den Berner Jahren war Reut Mitglied und Mitorganisatorin der BODS (Bewegung für eine offene und demokratische Schweiz), die im Jahre 2000 mit der Asylhilfe Schweiz zur Sosf (Solidarité sans frontières) fusionierte. Auch im Vorstand der ASAA (Association Suisse des Amis de l’Afghanistan) war sie engagiert, wo sie das Projekt der Ausbildung von Hebammen im ländlichen Afghanistan (Hazaradjat) inspirierte, das allerdings aus Geldmangel im Jahre 2009 abgebrochen werden musste.
Im Weiteren war Reut aktiv tätig in den humanitären Organisationen Madera (Aufbauhilfe Afghanistan) und Afrane (Amitié franco-afghane), aber auch im Institut für Islamwissenschaft und Neuere Orientalische Philologie der Universität Bern.
Immer mehr belastet durch gesundheitliche Probleme, lebte Reut in Bern, verstarb im Inselspital Bern am 19. Oktober 2018 und wurde im Gemeinschaftsgrab auf dem Schosshaldenfriedhof in Bern beerdigt.

## Publikationen (Auswahl)

### Berichte
- Die Kurden im 20. Jahrhundert. 1980 und Geschichte dieses leidgeprüften Volkes, 1994.
- From the glass blowing workshop in Herat, Glasherstellung in Herat 1967.
- Studie der Bevölkerung im Lut, 1978.
- Artikel über vorislamische Funde in Ostiran.
- Artikel über die Handelsbeziehungen im Seidengewerbe Herats.
- Studie im Auftrag der französischen archäologischen Delegation über die Verhältnisse von Bewässerung und Bevölkerung in der Umgebung der Ausgrabungen einer griechischen Stadt am Oxus (Afghanistan).
- Mitarbeit am Historical Dictionary of Afghanistan.

### Bücher
- Reuts Dissertation (1976) wurde 1983 im Dr. Ludwig Reichert Verlag in Wiesbaden veröffentlicht unter dem Titel: La soie en Afghanistan: L’élevage du ver à soie en Afghanistan et l’artisanat de la soie à Herat.

### Übersetzungen
- Aus dem Persischen / Dari auf Französisch: Qataghan et Badakshân von M.B.K.Koshkaki. Eine Chronik über die Bevölkerung des Nordostens Afghanistans unter dem Titel: Description du pays d’après l’inspection d’un ministre afghan en 1922, Éditions CNRS 1979.

### Donationen in Museen
- Afghanistan-Museum Bubendorf BL (Stiftung Bibliotheca Afghanica Bubendorf, Paul Bruderer): Mehrere typische Gegenstände von Herat in blauem Glas. 2007 wurde das Museum in Bubendorf aufgelöst und alle Gegenstände wurden an Afghanistan zurückgegeben.
- Museum der Kulturen in Basel: verschiedene Stoffe und Artikel in Seide.